# Nihad Đedović
Nihad Đedović est un joueur bosnien de basket-ball né le 12 janvier 1990 à Višegrad (alors en République socialiste de Bosnie-Herzégovine, Yougoslavie). Il a aussi la nationalité allemande. Đedović joue au poste d'arrière.

## Biographie
Đedović commence sa carrière au KK Bosna de Sarajevo. Il est remarqué par le FC Barcelone qui le fait venir. Il rarement présent sur le banc des remplaçants en 2 saisons et entre encore moins en jeu. Il est prêté au CB Cornellá, un club de troisième division espagnole pour acquérir de l'expérience. À la fin de la saison, l'équipe monte en LEB-Oro, la deuxième division. Lors de la saison 2009-2010, il est prêté au Xacobeo Obradoiro (aujourd'hui connu sous le nom de Monbus Obradoiro) un club qui vient d'être promu en Liga ACB, la première division espagnole. Le club est retrogradé et Đedović est de nouveau prêté par Barcelone, cette fois, à la Lottomatica Roma, en Lega A, la première division italienne.
En avril 2011, il termine 5e ex æquo avec Bojan Bogdanović dans le vote du meilleur jeune joueur d'Euroligue (derrière Nikola Mirotić, Víctor Claver, Jan Veselý et Jonas Valančiūnas).
En mars 2012, Đedović quitte le Lottomatica Roma pour Galatasaray. En juillet 2012, il rejoint l'ALBA Berlin en juillet 2012 pour un an. À l'été 2012, il rejoint le club allemand de l'ALBA Berlin et en juillet 2013, le Bayern Munich pour un contrat de deux ans. En juillet 2014, il signe un nouveau contrat de 2 ans avec le Bayern.
En avril 2015, Đedović obtient la nationalité allemande.
En juin 2022, Đedović quitte le Bayern Munich après avoir passé 9 saisons au sein du club et signe un contrat d'un an avec Unicaja Málaga, club qui évolue en Liga ACB.
Son frère Nedim (es), né en 1997, est aussi joueur de basket-ball. Il est formé par le FC Barcelone.

## Palmarès
- Vainqueur de la Supercoupe d'Espagne 2024
- Vainqueur de la Coupe intercontinentale 2024
- Champion d'Allemagne 2018 et 2019 avec le Bayern Munich
- MVP des Finales du Championnat d'Allemagne 2019[9]